# Manoir de Kerallic
Le manoir de Kerallic est situé sur la commune de Plestin-les-Grèves en France.

## Localisation
Le manoir est situé sur la commune de Plestin-les-Grèves au lieu-dit de Kerallic dans le département des Côtes-d'Armor, dans la région Bretagne.

## Description
Le manoir occupe un site de promontoire avec vue à l'est sur la Lieue-de-Grève. Il est construit sur un plan complexe et comporte plusieurs éléments traduisant une nette influence du style néogothique (larmiers à retours, croisées, traverses, fleurons, crochets) et, dans une moindre mesure, du style classique (toit en pavillon, tourelle en encorbellement). Il comprend un sous-sol, un rez-de-chaussée surélevé, un étage carré et un étage de comble et se compose de plusieurs corps de bâtiment dont deux corps principaux disposés en équerre avec tour carrée dans l'angle à l'arrière, sur lesquels sont greffés à l'avant trois corps de bâtiment de plan massé : un corps de bâtiment central orné d'une tourelle en encorbellement, un corps en rez-de-chaussée à toiture-terrasse à gauche, un corps coiffé d'un toit en pavillon à droite. Le site comprend également une partie agricole ancienne comprenant un logement à avancée déclassé et remanié prolongé par une dépendance de même hauteur à gauche.

## Historique
Le site de Kerallic comprend une maison d'architecte construite en 1899 (porte la date), un clocheton daté de l'année 1572 (date portée), probablement déplacé et de provenance inconnue, ainsi qu'un ancien logement et des dépendances datant du XVIIe siècle.
Le manoir est inscrit à l'inventaire général du patrimoine culturel.